# さくら (たばこ)
さくら（SAKURA）は、日本たばこ産業（JT）から製造・販売されていた日本のたばこの銘柄の一つ。

## 概要
販売開始は2005年2月1日で、マイルドセブン・スーパーライト・エコスタイル、セブンスター・レボ・ライト・メンソール　ボックス、フロンティア・ネオ・ボックス、凛、ルーシア・シトラスフレッシュ・メンソール・ワンとの6銘柄同時発売の一つであり、鹿児島県・宮崎県限定販売であった。
この旧さくらは2006年1月以降販売中止となった。
その後、2006年10月2日（JT銘柄同時5銘柄地域限定販売開始）より、「D-spec版さくら」が神奈川県限定で販売開始となった。
コンセプトは、チェリーに着想を得て、日本的要素を昇華させた本格シガレットというものである。旧さくらは、当時の社長である本田勝彦が開発に関わっていた。新さくらは、旧さくらからタール値を下げ、D-specを導入するなど、より現代的な商品にしたが、パッケージデザインや基本要素はそのまま引き継がれている。
この新さくらは2011年1月をもって販売中止となった。
なお、第二次世界大戦期に『チェリー』の名称が敵性語にあたるとして漢字表記の『櫻』に改称して発売されていた時期がある。その後、1944年に資材不足のため廃止され、これを以って初代『チェリー』が廃止されたものと認識されている。